# إس. إس. كوك
إس. إس. كوك (بالإنجليزية: S. S. Cook) هو سياسي أمريكي، ولد في 3 نوفمبر 1832 في مقاطعة ترمبول في الولايات المتحدة، وتوفي في 10 مايو 1919 في ترلوك في الولايات المتحدة. حزبياً، نشط في الحزب الجمهوري. وقد انتخب عضو مجلس نواب واشنطن.